# Франсиску-Са (Минас-Жерайс)
Франсиску-Са (порт. Francisco Sá) — муниципалитет в Бразилии, входит в штат Минас-Жерайс. Составная часть мезорегиона Север штата Минас-Жерайс. Входит в экономико-статистический микрорегион Монтис-Кларус. Население составляет 22 504 человека на 2006 год. Занимает площадь 2749,393 км². Плотность населения — 8,2 чел./км².

## История
Город основан 2 ноября 1704 года. 

## Статистика
- Валовой внутренний продукт на 2003 год составляет 73 017 428,00 реалов (данные: Бразильский институт географии и статистики).
- Валовой внутренний продукт на душу населения на 2003 год составляет 3176,19 реалов (данные: Бразильский институт географии и статистики).
- Индекс развития человеческого потенциала на 2000 год составляет 0,662 (данные: Программа развития ООН).

## География
Климат местности: тропический.